# Allium baeticum
Allium baeticum — вид трав'янистих рослин родини амарилісові (Amaryllidaceae), поширений на півдні Португалії й Іспанії, також у Марокко, Алжирі (?), Тунісі (?).

## Опис
Цибулини 24–51 × 20–37 мм, яйцеподібні, поодинокі, іноді з 1–2 цибулинами 8–18 × 5–6 мм; зовнішні оболонки волокнисті, сітчасті, коричневого кольору. Стебло (30)43–96 см, має круглий переріз. Листків 3–8, голі, без черешка; пластина 10–49 × (0.41)0.50–0.66(1.38) см, лінійно-ланцетна. Суцвіття 18–45 × 21–54 мм, сферичні, щільні, 80–180 квіток, без цибулинок. Листочки оцвітини білуваті або рожеві серединною жилкою зазвичай більш насиченого, рожевого або зеленуватого кольору. Насіння чорне. 2n = 32.

## Поширення
Поширений на півдні Португалії й Іспанії, також у Марокко, Алжирі (?), Тунісі (?).
Зростає в скелястих щілинах, на полях, піщаних місцях, у кущах чагарниках Juniperus і Quercus від рівня моря до 2500 м. Також трапляється на берегах річок, узбіччях доріг і полів.

## Загрози й охорона
Немає інформації про конкретні загрози для виду чи його середовища проживання. Вид зростає в межах декількох заповідних територій.